# Bilancia di Watt

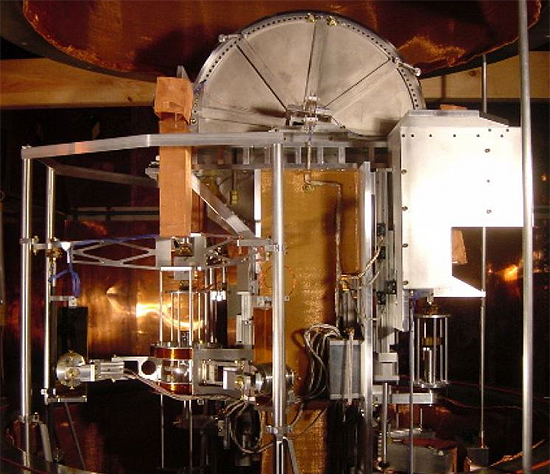
Bilancia di Kibble al NIST

Una bilancia di Watt (o bilancia di Kibble) è uno strumento di misurazione sperimentale elettromeccanica che misura il peso di un oggetto di test in maniera precisa usando la forza della corrente elettrica e la tensione elettrica.
Fu sviluppata come strumento metrologico nella misura in cui possa fornire una definizione del chilogrammo come unità di massa basandosi sulle costanti fondamentali il cosiddetto chilogrammo elettronico o elettrico. Il nome Bilancia di Watt viene dal fatto che il peso di una massa di test è proporzionale al prodotto della corrente e della tensione che è misurato in watt.
Nel 2016 i metrologisti si sono accordati per rinominare la bilancia di Watt come Bilancia di Kibble in onore ed a seguito della morte del suo inventore Bryan Kibble.